# Visszaélés kábítószerrel
A visszaélés kábítószerrel Magyarországon  a közbiztonság elleni bűncselekmények csoportjába tartozó bűncselekmények egyike. Két alakzata van: bűntett és vétség.
Jogi szabályozása a legvitatottabbak közé tartozik, mióta csak a Büntető Törvénykönyvbe bekerült. Hosszú történeti fejlődését értelmezési viták kísérték végig. Iránymutatást a Legfelsőbb Bíróság adott végül, jogalkotói feladatokat vállalva magára.[forrás?]
A visszaélés kábítószerrel a közbiztonság elleni bűncselekmények csoportjába tartozó olyan bűncselekmény, mely biztosítja a kábítószerekre vonatkozó előírások megtartásához fűződő társadalmi érdeket. Az illegális, kábítószernek minősülő anyagokat Magyarországon a 2005. évi XXX. törvény határozza meg. Ez a törvény két nemzetközi ENSZ-egyezményen alapul: az 1961-es Egységes Kábítószer Egyezményen és az 1971-es pszichotrop anyagokról szóló bécsi egyezményen. Az illegális anyagok előállításához szükséges vegyszerek (prekurzorok) listája a kábítószerek és pszichotrop anyagok tiltott forgalmazása elleni 1988-as bécsi ENSZ-egyezményen alapul.

## Magyarországi történeti áttekintés
A kábító hatású anyagok használata nem új keletű jelenség, az európai államokban mégis az utóbbi évtizedekben vált a társadalom jelentősebb részét tekintve is meghatározóvá, Magyarország is  sokáig csak a nemzetközi egyezmények ratifikálására szorítkozott.
Az 1925-ben, Genfben megkötött Nemzetközi Ópium Egyezmény végrehajtására alkotott törvény vétségnek nyilvánította a kábítószer előállítását, terjesztését, behozatalát, készletezését, eladását, gyártását, nem szabályszerű nyilvántartását. Ezt az egyezményt Magyarország is aláírta, végrehajtására törvényt hozott.
Az 1961-es New York-i Egységes Kábítószer Egyezményt is ratifikálta Magyarország, a Büntető Törvénykönyvéről szóló 1961. évi V. tv. a közbiztonság és a közrend elleni bűncselekmények között szabályozta a visszaélést kábítószerrel. A kóros élvezetre alkalmas kábítószerek jegyzékét az 5/1957. (XII.14.) EüM. számú rendelet melléklete tartalmazta, amelyen az ópium, morfium, benzin morfium és sói, kokalevél és készítményei szerepeltek.
A hetvenes évek elején Magyarország mindinkább a Közel-Keletről Nyugat-Európába irányuló kábítószer-kereskedelem jelentős tranzitútvonalává vált, a kábítószerekkel való visszaélés több figyelmet követelt.
Az 1971-es Bécsi Egyezmény  a pszichotróp anyagokról  az  1971. évi 28. tvr-rel elfogadott büntetőnovellához vezetett.
Az 1978. évi IV. törvénytől (Btk.) kezdve a csekély, ún. fogyasztó mennyiség enyhébben büntetendő. Az is feltétel, hogy nem cél a forgalomba hozatal. Vétségnek számít, és a büntetése szabadságvesztés, javító-nevelő munka, vagy pénzbüntetés.
A hetvenes évektől kezdve fellépett az önálló szabályozás igénye, ennek eredménye volt az  1978. évi Btk. 282-283. § (visszaélés kábítószerrel és kóros szenvedélykeltés);
1988: Bécsi Egyezmény a kábítószerek és pszichotróp anyagok tiltott forgalmazása ellen.
VI. számú Büntető Elvi Döntés.
Bírósági Határozatok.
Az 1993. évi XVII. törvénnyel (büntetőnovella) megjelenik az ún. elterelés.
A BK 155. számú állásfoglalás.
A 5/1998. Büntető jogegységi határozat és az 1998. évi LXXXVII. törvény (büntetőnovella) keretében az elterelés szűkül, szigorúbbá válnak a feltételek (fogyasztói magatartás);
A 2003. évi II. törvény (büntetőnovella) az elterelés újbóli bővítését hozza (közvetlenül nem büntetendő a fogyasztás, de..);
2004. decemberében az 54/2004. (XII. 13.) AB határozat ismét szűkítést hoz.

## Alapelvek és a kábítószerrel kapcsolatos jogi fogalmak

### Milyen magatartásokat tilt a Büntető Törvénykönyv
Visszaélés kábítószerrel bűncselekmény
Az 1978. évi IV. törvény a büntető törvénykönyvről 282-283/A § § rendelik büntetni a kábítószerrel visszaélést. A bűncselekmény a törvény különös részében a XVI. Fejezet (közrend elleni bűncselekmények) IV. címe (közegészség elleni bűncselekmények) alatt helyezkedik el. A visszaélés kábítószerrel bűncselekmények védett jogi tárgya az állampolgárok egészségéhez fűződő társadalmi érdek. A kórós szenvedélykeltésen kívül a bűncselekménynek nincs sértettje.
A bűncselekmények csoportosítása:
Elkövetési magatartás szerint:
Beszerző-előállító típusú tevékenységek (Btk. 282. § (1) bekezdése; 282/B. § (1) bekezdése; 282/C. § (1) bekezdése)
Beszerző-előállító típusú tevékenységekhez történő segítségnyújtás (Btk. 282. § (3) bekezdés b. pontja, illetve a (4) bekezdése; Btk. 282/A. § (5) bekezdése; 282/B. § (6) bekezdése)
Terjesztő-forgalmazó típusú tevékenységek (Btk. 282/A. § (1) bekezdése; 282/B. § (2) bekezdése; 282/C. § (2) bekezdése)
Terjesztő-forgalmazó típusú tevékenységekhez történő segítségnyújtás (Btk. 282/B. § (6) bekezdése)
Kóros szenvedélykeltés (Btk. 282/B. § (5) bekezdése)
A bűncselekmény alanyai szerint:
Bárki által elkövethető (Btk. 282. §; 282/A. §, kivéve a (2) bekezdés b.) pont)
Hivatalos vagy közfeladatot ellátó személy által e minőségét felhasználva
Tizennyolcadik életévét betöltött személy által elkövethető (Btk. 282/B. §)
Kábítószerfüggő személy által elkövethető (Btk. 282/C. §)
Az elkövetés helye szerint:
Bárhol elkövethető bűncselekmények
a Magyar Honvédség, a rendvédelmi szervek vagy a büntetés-végrehajtási szervezet létesítményében
oktatási, köznevelési, gyermekjóléti és gyermekvédelmi, közművelődési feladatok ellátására rendelt épület területén, illetőleg annak közvetlen környezetében
Elkövetési magatartások
A termesztő-előállító jellegű elkövetések a kábítószer termesztésével, előállításával, megszerzésével, az országba behozatalával, az országból kivitelével, valamint az országon történő átszállítással valósíthatóak meg.
A termesztő-előállító tevékenységekhez történő segítségnyújtás a kábítószer előállításához szükséges anyag, berendezés vagy felszerelés készítésével, átadásával, forgalomba hozatalával, vagy azzal kereskedésével, az országba behozatalával, onnan kivitelével, illetve az ország területén átvitelével, illetve a beszerző-előállító jellegű bűncselekmények elkövetéséhez anyagi eszközök szolgáltatásával valósul meg.
A terjesztő-forgalmazó jellegű elkövetések a kábítószer kínálásával, átadásával, forgalomba hozatalával, illetve az azzal történő kereskedéssel valósíthatóak meg.
A terjesztő-forgalmazó tevékenységhez segítségnyújtás az ilyen jellegű bűncselekményekhez történő anyagi eszközök szolgáltatásával valósul meg.
A kóros szenvedélykeltés a tizennyolcadik életévét be nem töltött személy részére kábítószernek nem minősülő kábító hatású anyag, illetőleg szer kóros élvezetéhez segítségnyújtással, vagy ilyen személyt erre rábírni törekvéssel valósítható meg.
Külön meg kell említeni a Btk. 283/A. §-ában meghatározott visszaélés kábítószer-prekurzorral bűncselekményt. Azért speciális, mert aki ezt a bűncselekményt elköveti még nem él vissza olyan anyaggal, mely kábítószernek minősül, azonban az az anyag, melyre nézve az elkövetési magatartásokat megvalósítja alkalmas arra, hogy azokból kábítószert készítsenek – feltéve, hogy megfelel a Btk. 286/A § (3) bekezdés c.) – g.) pontjában foglalt feltételeknek.
E bűncselekmény elkövetési magatartása az elkövetési tárgy (kábítószer-prekurzor) tartása, forgalomba hozatala, az Európai Közösség vámterületére behozatala, onnan kivitele, vagy kábítószer-prekurzorral történő közvetítő tevékenység végzése az Európai Unió jogi aktusában meghatározott engedély nélkül, vagy annak kereteit túllépve.
A bűncselekményt az követheti el, aki nem rendelkezik a fentebb említett engedéllyel, vagy az, aki rendelkezik azzal, de annak kereteit túllépi. A tartás, a forgalomba hozatal és a közvetítői tevékenység, mint elkövetési magatartások nem helyhez kötöttek, bárhol megvalósíthatóak, míg az Európai Közösség vámterületére történő behozatal, onnan kivitel az Európai Közösség területén belül követhető el.
Az egyes elkövetési magatartások elemzése:
Termeszt: Olyan növények termesztése, melyek növényi alapú kábítószer alapanyagául szolgálnak. A növény, illetve annak egyes részei kábítószernek minősülnek, és jelentősebb feldolgozás nélkül kábítószerként felhasználhatóak. A cselekmény befejezett, ha a növény már önállóan fejlődik, akár gondozás mellett is. A magvak beszerzése előkészületi cselekménynek minősül. A kábítószernek nem minősülő, de kábítószer kivonására alkalmas növény termesztése ugyanúgy előkészületként értékelhető, de ebben az esetben a kábítószer kivonása már előállításként értékelhető.
Előállít: A termesztésen kívül minden olyan magatartás, melynek során az addig kábítószer élvezetre nem alkalmas anyagból kábítószer keletkezik.
Megszerez: Egyoldalú, vagy konszenzussal történő birtokba vétel. Megállapításának nem feltétele, hogy visszterhes, vagy ingyenes ügylet során történik. A kábítószer fölötti rendelkezési jog megszerzését jelenti.
Tart: Olyan közvetlen birtoklás, mely feltételezi a kábítószer termesztését, előállítását, vagy megszerzését. Minden olyan magatartás, mely a rendelkezési és használati jogot biztosítja.
Kínál: Más figyelmének felhívása a kábítószer fogyasztásra, mely eredménytelen.
Átad: Ingyenes vagy visszterhes magatartás. A kábítószernek más részére történő birtokba adását jelenti.
s
Forgalomba hoz: A kábítószer több, nem szükségképpen meghatározható számú személy részére történő hozzáférhetőségének biztosítása. Megvalósul a bűncselekmény akkor is, ha az átadás egyetlen személyen keresztül egyszeri átadással történik. Befejezetté válik, ha a kábítószer bekerül a forgalomba, vagyis a továbbadás folytán ténylegesen megnyílik annak a lehetősége, hogy a kábítószerhez más, vagy mások hozzáférhessenek.1
Kereskedik: Az elkövetési tárgyra vonatkozóan eladás céljából történő folyamatos vásárlás. Kereskedés során az elkövetési tárgy felvásárlása nagy tételben történik meg, hogy magasabb áron a fogyasztóknak vagy viszonteladóknak elérhetővé tegyék. Kábítószerrel kereskedik az, aki haszonszerzésre törekedve közreműködik a kábítószer forgalmazásában.2
Anyagi eszközök szolgáltatása: Az elkövetési magatartások elkövetésének segítéséhez nyújtott bármilyen értékkel bíró dolognak a tettesek részére történő rendelkezésre bocsátása.
az országba behoz,
onnan kivisz,
vagy az ország területén átvisz,

## Hatályos jogszabályok (2009. novemberében)
Ez a szakasz folyamatos karbantartást igényel, segíts te is a mindenkori aktualizálásában!

### Kormányrendelet az elterelésről
Az elterelés a vádelhalasztás vagy a felfüggesztés keretében biztosított kezelés.
Az Alkotmánybíróság 2004. december 13-i döntését követően a Btk. 283. §-a alapján (büntethetőséget megszüntető ok) nem büntethető 
- a nem kábítószer-függő elkövető, ha csekély mennyiségű kábítószert termeszt, előállít, megszerez vagy tart, illetve
- a kábítószer-függő elkövető, ha jelentős mennyiséget el nem érő kábítószert termeszt, előállít, megszerez vagy tart,

amennyiben az elsőfokú ítélet meghozataláig okirattal igazolja, hogy 
- hat hónapig folyamatos kábítószer-függőséget gyógyító kezelésben, kábítószer-használatot kezelő más ellátásban részesült, vagy
- megelőző-felvilágosító szolgáltatáson vett részt.

Ez az elterelés mintegy kényszergyógyítás, hiszen a terhelt a büntetőjogi következmények kiváltásaként vesz részt egy megelőző, felvilágosító, gyógykezelő szolgáltatáson. Az elterelés nem egy büntetési nem, hanem a büntethetőséget megszüntető ok.

### A Büntetőtörvénykönyv kábítószerrel kapcsolatos cikkelyei

#### A bűntett
Magyarországon a Büntető törvénykönyv (Btk.) 282. §-ának (1) bekezdése határozza meg.
282. § (1) Aki kábítószert termeszt, előállít, megszerez, tart, az országba behoz, onnan kivisz, vagy az ország területén átvisz, bűntettet követ el, és öt évig terjedő szabadságvesztéssel büntetendő.

#### Elkövetési tárgy
A  bűncselekmény elkövetési tárgya a kábítószer.

#### Elkövetési magatartás
A bűncselekmény elkövetési magatartásai a kábítószer jogosulatlan termesztése, előállítása, megszerzése, tartása, Magyarországra való behozása illetve onnan való kivitele, valamint az ország területén való átvitele (tranzit).

#### A büntetés
Alapesetben öt évig terjedő szabadságvesztés.
Minősítő körülmények esetén (282. § (2) bekezdése)
- a) két évtől nyolc évig terjedő szabadságvesztés, ha a bűncselekményt üzletszerűen vagy bűnszövetségben, illetőleg kábítószerfüggő személy felhasználásával,
- b) öt évtől tíz évig terjedő szabadságvesztés, ha a bűncselekményt jelentős mennyiségű kábítószerre

követik el.
(3) Aki
a) az (1) bekezdésben meghatározott bűncselekmény elkövetésére irányuló előkészületet követ el,
b) kábítószer előállításához szükséges anyagot, berendezést vagy felszerelést készít, átad, forgalomba hoz, vagy azzal kereskedik, az országba behoz, onnan kivisz, az ország területén átvisz, ha súlyosabb bűncselekmény nem valósul meg,
bűntettet követ el, és három évig terjedő szabadságvesztéssel büntetendő.
(4) Az (1)-(3) bekezdés szerint büntetendő, aki az ott meghatározott bűncselekmény elkövetéséhez anyagi eszközöket szolgáltat.
(5) Ha a bűncselekményt csekély mennyiségű kábítószerre követik el, a büntetés
a) az (1) bekezdés esetén vétség miatt két évig,
b) a (2) bekezdés a) pontja esetén bűntett miatt három évig
terjedő szabadságvesztés.

#### Btk. 282/A. §
(1) Aki kábítószert kínál, átad, forgalomba hoz, vagy azzal kereskedik, bűntettet követ el, és két évtől nyolc évig terjedő szabadságvesztéssel büntetendő.
(2) A büntetés öt évtől tíz évig terjedő szabadságvesztés, ha a bűncselekményt
a) bűnszövetségben, illetőleg kábítószerfüggő személy felhasználásával,
b) hivatalos vagy közfeladatot ellátó személyként, e minőséget felhasználva,
c) a Magyar Honvédség, a rendvédelmi szervek vagy a büntetés-végrehajtási szervezet létesítményében
követik el.
(3) A büntetés öt évtől húsz évig terjedő, vagy életfogytig tartó szabadságvesztés, ha a bűncselekményt jelentős mennyiségű kábítószerre követik el.
(4) Aki
a) az (1) vagy (2) bekezdésben meghatározott bűncselekményre irányuló előkészületet követ el, bűntett miatt három évig,
b) a (3) bekezdésben meghatározott bűncselekményre irányuló előkészületet követ el, bűntett miatt öt évig
terjedő szabadságvesztéssel büntetendő.
(5) Az (1)-(4) bekezdés szerint büntetendő, aki az ott meghatározott bűncselekmény elkövetéséhez anyagi eszközöket szolgáltat.
(6) Ha a bűncselekményt csekély mennyiségű kábítószerre követik el, a büntetés
a) az (1) bekezdés esetén vétség miatt két évig,
b) a (2) bekezdés esetén bűntett miatt öt évig
terjedő szabadságvesztés.

#### 282/B. §
(1) Az a tizennyolcadik életévét betöltött személy, aki tizennyolcadik életévét be nem töltött személy felhasználásával kábítószert termeszt, előállít, megszerez, tart, az országba behoz, onnan kivisz, az ország területén átvisz, bűntettet követ el, és két évtől nyolc évig terjedő szabadságvesztéssel büntetendő.
(2) A büntetés öt évtől tíz évig terjedő szabadságvesztés,
a) ha a tizennyolcadik életévét betöltött személy tizennyolcadik életévét be nem töltött személynek kábítószert kínál vagy átad, illetve ilyen személy felhasználásával kábítószert forgalomba hoz vagy azzal kereskedik,
b) ha az elkövető oktatási, köznevelési, gyermekjóléti és gyermekvédelmi, közművelődési feladatok ellátására rendelt épület területén, illetőleg annak közvetlen környezetében kábítószert kínál, átad, forgalomba hoz vagy azzal kereskedik,
c) az (1) bekezdésben meghatározott bűncselekményt bűnszövetségben követik el.
(3) A büntetés öt évtől húsz évig terjedő vagy életfogytig tartó szabadságvesztés, ha
a) a bűncselekményt jelentős mennyiségű kábítószerre,
b) a (2) bekezdés a) vagy b) pontjában meghatározott bűncselekményt bűnszövetségben, illetve hivatalos vagy közfeladatot ellátó személyként, e minőséget felhasználva
követik el.
(4) Aki az (1) vagy a (2) bekezdésben meghatározott bűncselekmény elkövetésére irányuló előkészületet követ el, bűntett miatt három évig terjedő szabadságvesztéssel büntetendő.
(5) Az a tizennyolcadik életévét betöltött személy, aki tizennyolcadik életévét be nem töltött személynek kábítószernek nem minősülő kábító hatású anyag, illetőleg szer kóros élvezetéhez segítséget nyújt, vagy ilyen személyt erre rábírni törekszik, bűntett miatt három évig terjedő szabadságvesztéssel büntetendő.
(6) Az (1)-(5) bekezdés szerint büntetendő, aki az ott meghatározott bűncselekmény elkövetéséhez anyagi eszközöket szolgáltat.
(7) Ha a bűncselekményt csekély mennyiségű kábítószerre követik el, a büntetés
a) az (1) bekezdés esetén vétség miatt két évig,
b) a (2) bekezdés, illetve a (3) bekezdés b) pontja esetén bűntett miatt öt évig
terjedő szabadságvesztés.

#### 282/C. §
(1) Az a kábítószerfüggő személy, aki kábítószert termeszt, előállít, megszerez, tart, az országba behoz, onnan kivisz, az ország területén átvisz, vétséget követ el, és két évig terjedő szabadságvesztéssel büntetendő.
- (2) Az a kábítószerfüggő személy, aki kábítószert kínál, átad, forgalomba hoz vagy azzal kereskedik, bűntettet követ el, és három évig terjedő szabadságvesztéssel büntetendő.
- (3) A büntetés bűntett miatt az (1) bekezdés esetén három évig, a (2) bekezdés esetén öt évig terjedő szabadságvesztés, ha a bűncselekményt üzletszerűen vagy bűnszövetségben követik el.
- (4) A büntetés bűntett miatt az (1) bekezdés esetén öt évig, a (2) bekezdés esetén két évtől nyolc évig terjedő szabadságvesztés, ha a bűncselekményt jelentős mennyiségű kábítószerre követik el.
- (5) Ha a bűncselekményt a kábítószerfüggő személy csekély mennyiségre követi el, a büntetés vétség miatt
- a) az (1) vagy a (2) bekezdés esetén egy évig terjedő szabadságvesztés, közérdekű munka vagy pénzbüntetés,
- b) a (3) bekezdés esetén két évig terjedő szabadságvesztés, közérdekű munka vagy pénzbüntetés.

#### Büntethetőséget kizáró ok (Btk. 283. §)
- (1) Nem büntethető kábítószerrel visszaélés miatt,

a) aki csekély mennyiségű kábítószert saját használatra termeszt, előállít, megszerez vagy tart [282. § (5) bek. a) pont],
b)-d)
e) az a kábítószerfüggő személy, aki
1. jelentős mennyiséget el nem érő mennyiségű kábítószert saját használatára termeszt, előállít, megszerez, tart, az országba behoz, onnan kivisz, az ország területén átvisz [282/C. § (1) bek. és (5) bek. a) pont],
2.
f) az a kábítószerfüggő személy, aki az e) 1. alpontban meghatározott bűncselekménnyel összefüggésben – kétévi szabadságvesztésnél nem súlyosabban büntetendő – más bűncselekményt követ el,
feltéve, ha az első fokú ítélet meghozataláig okirattal igazolja, hogy legalább hat hónapig folyamatos, kábítószer-függőséget gyógyító kezelésben, kábítószer-használatot kezelő más ellátásban részesült, vagy megelőző-felvilágosító szolgáltatáson vett részt.

### Jogsegélyszolgálatok
- Kék Pont Drogkonzultációs Központ és Ambulancia
- Társaság a Szabadságjogokért jogsegélyszolgálata